# Saint Catharine's College

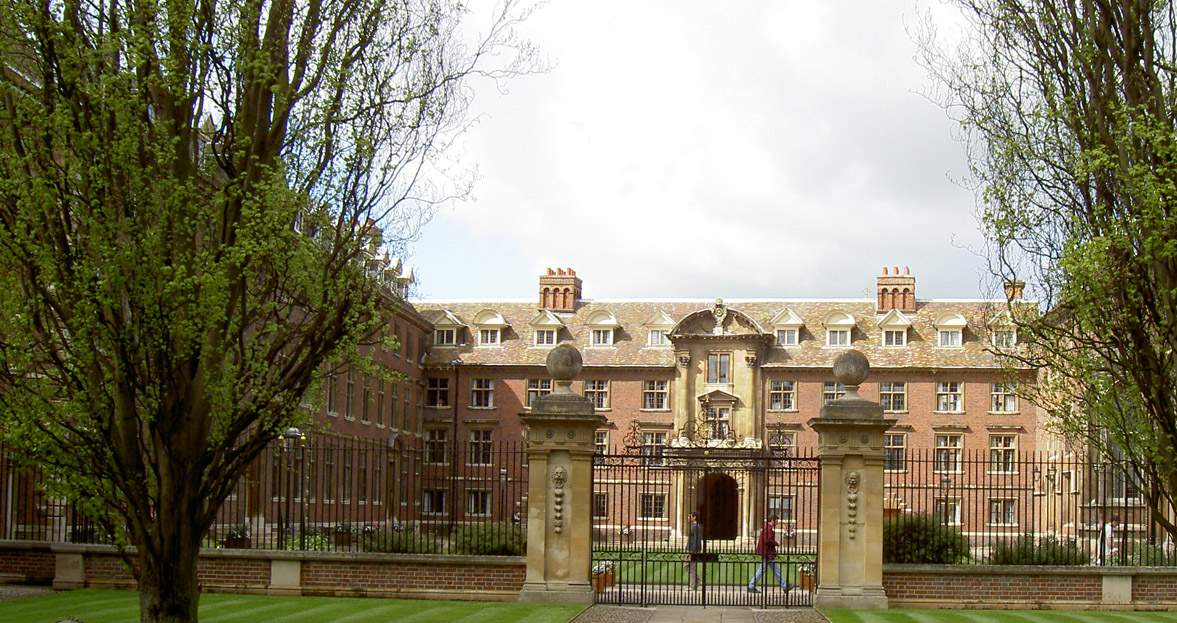
Fachada principal del St Catharine's.

El Saint Catharine’s College es uno de los colleges que constituyen la Universidad de Cambridge. La mayoría de los estudiantes del college se refieren a él con el nombre de «Catz». El Catz tiene la reputación de ser un college bastante equilibrado.
El college siempre ha contribuido generosamente al equipo de Cambridge en la regata Oxford-Cambridge, proporcionando al equipo tres de los ocho miembros en los años 2003 y 2004. El college se situó en la cima de la Tompkins Table, el ranking de los colleges atendiendo a la clase de graduados que obtienen sus estudiantes, por primera vez en 2005.
El parecer, hay una larga, pero de buena naturaleza, rencilla con Queens' College, Cambridge, que deriva de la desaprobación por parte del Queens’ al Catz, al haber este construido su torre en frente del Queens’, convirtiendo la antigua High Street de Cambridge en un callejón. En los 70 el St Catharine’s construyó un bloque de viviendas, a los que se les llamó St Chad’s, cerca de la Biblioteca de la Universidad, y en los que las habitaciones son octagonales que se asemejan a la rueda de su escudo. Los estudiantes de segundo año residen en el St Chad’s, mientras que los estudiantes de primer y tercer año lo hacen en el bloque principal. Un buen número de alumnos de cuarto año también residen en Island Site. La proximidad del St Chad’s al Robinson College, Cambridge, condujo al nacimiento de una nueva rivalidad, entre el Catz y el Robinson, al parecer derivada de un incidente en el que estudiantes no identificados del St Catherine’s, se apropiaron de la bola de discoteca de una fiesta en el Robinson. Ahora esa bola cuelga ahora del techo del Bar del St Catharine’s College.

## Historia

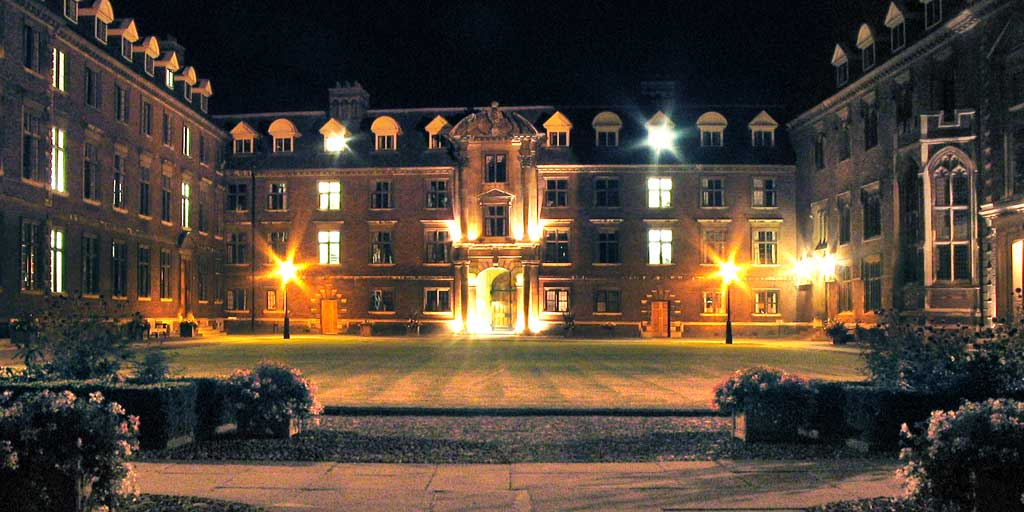
St Catharine's de noche.

Robert Wodelarke, Administrador del King's College, Cambridge, había comenzado los preparativos para la fundación de un nuevo college tan pronto como en 1459 cuando compró unos terrenos donde se pudiera construir el nuevo college. Los preparativos le costaron una buena cantidad de su fortuna personal (era sospechoso de desviar los fondos del King’s College), y se vio obligado a contratar a sólo tres profesores. Estipuló que deberían estudiar teología y filosofía.
Wodelarke pudo haber elegido el nombre del college en honor a la madre del Rey Enrique VI, que se llamaba Catharine, aunque lo más probable es que fuese nombrado como parte del culto renacentista a St Catharine, que era la santa patrona del aprendizaje. En cualquier caso, el college estaba listo para ser habitado, y se fundó el día de St Catherine (25 de noviembre) de 1473. Hay tres santas que se llaman Catharine, pero el college se llama así en honor de Santa Catalina de Alejandría. Inicialmente se le llamó Katharine Hall.
La fundación inicial del college no fue tan buena siempre. Wodelarke estaba interesado en el bienestar de los profesores, y el college no mantenía a los estudiantes durante mucho tiempo. Sin embargo, en 1550 hubo un incremento en el número de estudiantes y el centro de atención cambió y el college se centró en la manera de educar a los alumnos. Un rápido crecimiento hizo necesaria la ampliación del college. Para 1630 el college empezó a demoler los edificios existentes que estaban decayendo, y comenzó a trabajar en los actuales edificios. El patio de tres lados, que es único entre los colleges de Cambridge (con excepción del Jesus y el Downing junto con el college hermano del St Catharine’s – Worcester College, Oxford – que tiene un patio de tres lados), fue construido durante el periodo entre 1675 a 1757. Se han postulado muchas proposiciones para hacer un cuarto lado al patio, estas proposiciones duraron hasta el siglo XX.
En 1637 el college pasó a formar parte del George Inn (posteriormente Bull Inn) de Trumpington Street. Detrás de esta taberna había unos establos que eran famosos por las prácticas de su director, Thomas Hobson, que no permitía a nadie coger ningún caballo a no ser que fuera el más grande del establo, y esto condujo a la expresión “La elección de Hobson” que significa que sólo se propone una opción para elegir.
El college se dotó de nuevos estatutos en 1860 y adoptó su nombre actual en. En 1880 surgió un movimiento que pedía la unión con el King’s College. Los dos colleges estaban pegados y se vislumbró el acuerdo debido a que el King’s necesitaba habitaciones y el S Catharine’s fondos. Sin embargo, el director (Charles Kirkby Robinson) se oponía a la unión y el St Catharine’s rechazó.
W. H. S. Jones escribió la historia del College en 1936.
En 1979, la dirección del college acordaron permitir a las mujeres entrar en el college, y en 2006 se nombró a la primera mujer como Directora del College, la profesora Dame Jean Thomas.